# Sledgehammer
Sledgehammer är en sång av Peter Gabriel, utgiven som singel den 21 april 1986. Singeln nådde förstaplatsen på Billboard Hot 100 i juli samma år. Vid MTV Video Music Awards 1987 vann musikvideon till Sledgehammer nio priser, bland annat årets video, bästa specialeffekter och bästa klippning.

## Musikvideo
Musikvideon regisserades av Stephen R. Johnson. Den innehåller leranimationer, pixilation och stop motion. Musikvideon har utnämnts till MTV:s bästa animerade video. Videon hamnade på första plats på "Amazing Moment in Music" i det australiska TV-programmet 20 to 1. Vid Brit Awards 1987 vann "Sledgehammer" kategorin "årets brittiska video".